# Therapeutischer Humor
Unter Therapeutischem Humor versteht man den gezielten Einsatz von Humor im Rahmen einer Therapie. Durch humorvolle Kommentare des Therapeuten und das Einüben solcher Kommentare durch den Klienten werden angstauslösende Situationen und Ereignisse neu bewertet und damit dem Klienten ein höheres Maß an Kontrolle seiner Situation vermittelt.
Gegen Ende des 20. Jahrhunderts erschienen erste wissenschaftliche Studien, in denen die Bedeutung des Humors für die Psychotherapie gezielt herausgestellt wurde. Bis dahin hat es zwar viele anekdotische Hinweise dafür gegeben, dass Lachen gesund bzw. die „beste Medizin“ sei, doch erst der spektakuläre Bericht von Norman Cousins (1981) über seinen erfolgreichen Versuch, eine tückische Krankheit durch gezieltes Lachen zu überwinden, ließ auch die Fachwelt „aufhorchen“.
Im therapeutischen Kontext wird daher sowohl über die das Lachen im Allgemeinen auslösenden psychischen Mechanismen als auch über die konkreten Umstände ihrer Nutzung in der Therapie nachgedacht.

## Ursprünge des Lachens in therapeutischer Perspektive
Der einschlägigen Literatur zufolge lassen sich drei grundlegende theoretische Ansätze unterscheiden:
- Kathartische Theorien

Die kathartische Theorie des Humors geht auf Sigmund Freud zurück, der „das Lachen (als) ein Phänomen der Abfuhr seelischer Erregung“ auffasste. Befunde der modernen Gelotologie bestätigen, dass die Humorreaktion zur Stärkung des Immunsystems führt, zur Schmerzreduktion beiträgt und dem Stressabbau förderlich ist.
- Überlegenheits- und Aggressionstheorien

Das Auslachen anderer kann zeitweilig das eigene Selbstwertgefühl stabilisieren. Arthur Koestler wies darauf hin, dass es schon im Alten Testament neunundzwanzig Hinweise auf ein unterschiedliches Lachen gebe: Dreizehn davon seien mit Geringschätzung, Hohn, Spott oder Verachtung verbunden und nur zwei „kommen aus wirklich fröhlichem Herzen“. Gemäß der antiken Degradationstheorie, die auf Aristoteles zurückgeführt wird, regt die Wahrnehmung von Defekten, Deformierungen oder auch nur der Hässlichkeit bei einem Mitmenschen zum aggressiven Lachen an. Sigmund Freud sah im Witz auch eine „Ersparung von Mitleid“ und eine „momentane Anästhesie des Herzens“.
Diese abwertenden, aggressiven menschenverachtenden Anteile des Lachens in den Formen der Ironie, des Sarkasmus und Zynismus werden von einem Teil der Therapeuten als inakzeptabel abgelehnt.
- Inkongruenztheorien

Humorreaktionen (Belustigung, Lächeln, Lachen) werden auch durch das Zusammenwirken bestimmter logisch-kognitiver Prozesse ausgelöst, die den Gesetzen des normalen Denkens bzw. der aristotelischen Logik entgegenlaufen und als „Inkongruenz“ bzw. „Inkonsistenz“ von Umwelt und Denken bezeichnet werden. Sie entsprechen in ihrer Struktur dem Mechanismus des Witzes.
Die Kommunikationstheoretiker der Palo-Alto-Gruppe (Bateson, Jackson, Haley, Weakland 1969) wiesen in einem ihrer ersten Forschungsberichte darauf hin, dass Humor entsteht, wenn verschiedene Ebenen der Abstraktion zusammengefasst werden. Paul Watzlawick definiert die paradoxe Wirkung des Humors als „die absichtliche Verwirrung von Element und Klasse“: Diese unerwartete Verbindung produziert die komische Wirkung. Die Therapie könnte daher paradoxe Strategien wie Übertreibungen, Untertreibungen, logische Widersprüche und Verdrehungen, Wortspielereien, absurde („verrückte“) Realitätsdeutungen, Gleichsetzungen des Konkreten mit dem Abstrakten (Metaphorischen), das Umkehren (Lächerlichmachen) des Erhabenen usw. in die therapeutische Kommunikation einbeziehen.

## Dimensionen der therapeutischen Wirkung des Humors
- Die emotionale Wirkung: Humor ist in emotionaler Hinsicht therapeutisch wirksam, indem er Hemmungen zu lösen vermag und zu einer Entbindung verdrängter Affekte anregt. Wenn Therapeut und Klient miteinander lachen, kommt es zu einem unmittelbaren, spontanen Austausch menschlicher Gefühle im Erleben von freizügiger Gleichwertigkeit.

- Die kognitive Wirkung: Humor ist in kognitiver Hinsicht therapeutisch wirksam, indem er das kreative Potential des Klienten anregt, seine Fähigkeit Probleme zu lösen, aktiviert, so dass neuartige Zusammenhänge hergestellt, Bewertungen relativiert und Entscheidungsprozesse in Gang gesetzt werden können. Damit fördert der Humor eine explorierende Haltung gegenüber scheinbar unumstößlichen, normativ festgeschriebenen Handlungsabfolgen. Rigide, defensive Verhaltensmuster können dadurch aufgelöst und durch flexiblere ersetzt werden.

- Die kommunikative Wirkung: In kommunikativer Hinsicht kommt dem Humor die Bedeutung eines erfrischenden, entspannenden, originellen und anregenden Kontaktmediums zu. Sofern der Therapeut Humor in angemessener (!) Weise anwendet, ergibt sich zwanglos ein freundlich konstruktiver Umgangston, der zum Entstehen eines positiven Arbeitsbündnisses beiträgt und der eine von professionellen Erhabenheitsansprüchen geprägte unpersönliche oder gar verkrampfte Atmosphäre gar nicht erst aufkommen lässt. Humor fördert vielmehr Interaktionsweisen, die von Offenheit und Gleichwertigkeit geprägt sind.

- Die praktische Wirkung: Ein mit einem Lachen quittierter humorvoller Kommentar ist Auslöser für die therapeutisch gewollte Perspektiven- und Verhaltensänderung. Indem es dem Klienten gelingt, die humorvolle Botschaft von sich aus zu decodieren, entsteht ein Gefühl der Selbstbestätigung. Dieses Gefühl geht gewöhnlich einher mit einer Aha-Reaktion – als Ausdruck der Empfindung, für ein altes Problem eine neuartige Lösung gefunden zu haben.

## Formen therapeutischer Humoranwendung
Der Umgang mit Humor bedarf großer Sorgfalt und Umsicht, um potentielle destruktive Wirkungen auszuschließen. Im folgenden Überblick findet sich eine Beschreibung jener Formen der Humoranwendung, die im Rahmen der Psychotherapie nicht indiziert sind, und solchen, denen eine therapeutische Wirksamkeit zukommt.

### Destruktiver Humor
Wenn ein Therapeut sarkastischen und entwertenden Humor verwendet, werden auf der Seite des Klienten in der Regel Gefühle von Verletztsein und Misstrauen hervorgerufen. Dies ist stets dann der Fall, wenn der Therapeut eigenen Affekten der Wut oder Verärgerung Luft macht und gegenüber den entsprechenden Auswirkungen auf den Klienten unsensibel und bedenkenlos ist. Dadurch kann die therapeutische Atmosphäre nachhaltig vergiftet werden, und es entsteht ein typischer „bitterer Nachgeschmack“. Dabei kommt es gewöhnlich zu einer Beeinträchtigung der therapeutischen Beziehung und des therapeutischen
Prozesses.
Klinische Anekdote: Ein Therapeut zum Klienten, der über Minderwertigkeitsgefühle im Zusammenhang mit irrationalen Selbstwertproblemen geklagt hat: „Offensichtlich müssen Sie ziemlich mies drauf sein! Mit Ihrem Gesichtsausdruck könnten Sie es schaffen, eine ganze Flotte zu versenken. Außerdem dürften Sie den IQ einer Zwergkiefer besitzen. Andererseits kann es aber auch Vorteile bringen, dumm zu sein. Dann können Sie sich für regelmäßige Zahlungen vom Versorgungsamt qualifizieren!“

### Schädlicher Humor
Der Therapeut vermengt Belangloses mit unpassenden ironischen und teilweise sarkastischen Bemerkungen. Wird er sich der Unangemessenheit seines Vorgehens bewusst, versucht er, die schädlichen Wirkungen mittels zusätzlicher Kommunikation zu entschärfen. Dennoch ist diese Form der Humoranwendung ungeeignet, den therapeutischen Prozess zu fördern: Hohn und Spott sind mit dem Anliegen therapeutischer Humoranwendung nicht zu vereinbaren.
Klinische Anekdote: Ein Klient berichtet, er sei im Hinblick auf seine Lebensziele verwirrt und unfähig, sich selbst zu verstehen. Der Therapeut antwortet: „Sie bewegen sich also zum Ende der Fahnenstange!“ Der Klient (nervös kichernd): „Ich nehme an, Sie wollen, dass ich perfekt bin?“ Der Therapeut (nunmehr selbstkritisch): „Nun ja, äh, manchmal bin ich genauso. Manchmal kann ich auch nicht geradeaus denken.“ Der Therapeut erzählt nun Beispiele aus seinem eigenen Leben, die belegen sollen, dass auch er unvollkommen sein kann.

### Minimal hilfreicher Humor
Insgesamt ist die Humoranwendung im Hinblick auf die Bedürfnisse des Klienten geeignet, diesem eine Möglichkeit an die Hand zu geben, seine Probleme aus einem weniger ernsten Blickwinkel zu beurteilen. Der Humor des Therapeuten beschränkt sich freilich auf bloße Reaktionen gegenüber den Mitteilungen des Klienten, ohne Ausdruck einer aktiven und zielgerichteten Intervention zu sein.
Klinische Anekdote: Ein Ehepaar berichtet dem Therapeuten über ein zunehmendes Abklingen spontaner sexueller Begegnungen. Geschlechtsverkehr ergäbe sich nur noch anlässlich besonderer Gelegenheiten. Therapeut: „lhr Sexualleben ist anscheinend mit dem guten alten Weihnachtsbaum zu vergleichen: Es ist ganz schön mühsam, ihn auszusuchen, zu kaufen und zu schmücken. Wenn die Kerzen dann angezündet werden, ist das schon schön: Aber das passiert halt nur einmal im Jahr...“

### Sehr hilfreicher Humor
Der Humor des Therapeuten befindet sich im Wesentlichen in Einklang mit den Bedürfnissen des Klienten. Dadurch wird es diesem möglich, neue Entscheidungsperspektiven zu finden. Spezifische Formen der Fehlanpassung können in diesem Zusammenhang aufgedeckt werden, ohne dass dabei die Achtung vor der personalen Würde des Klienten verloren geht. Neben der konsequenten Förderung der Einsichtsfähigkeit des Klienten erfährt dieser auch Anregungen, selbstschädigende Handlungsbereitschaften bzw. Verhaltensmuster zu erkennen und zu verändern. Gleichzeitig wird die Qualität einer durch Offenheit und Freimütigkeit geprägten therapeutischen Beziehung gewährleistet.
Klinische Anekdote: Ein zwanghafter Patient weist die Deutungsangebote des Therapeuten konsequent mit der Bemerkung zurück: „Nein, das ist nicht mein Bier!“ Worauf der Therapeut entgegnet: „Was ist denn Ihr Bier - bzw. welche Sorte Champagner bevorzugen Sie denn?“

### Besonders hilfreicher Humor
Der Humor des Therapeuten stellt gegenüber dem Klienten eine tiefgehende Empathie unter Beweis. Er ist außerdem gekennzeichnet durch Schlagfertigkeit, Spontanität und eine genaue zeitliche Synchronisierung. Diese Form therapeutischen Humors stellt für den Klienten eine stete Herausforderung dar, sein effektives und intellektuelles Potential voll auszuschöpfen. Dadurch kann eine umfassende kognitive Umstrukturierung in Gang gesetzt werden.
Der Prozess der Selbsterkenntnis des Klienten wird spielerisch angeregt, indem Probleme humorvoll definiert und in verdichteter Weise präsentiert werden; therapeutisch bedeutsames Material wird in ungewöhnliche Symbole gekleidet, während neue Lebensziele und Methoden zu ihrer Realisierung fast beiläufig aufscheinen. Die in diesem Zusammenhang entbundene Kreativität therapeutischen Humors kann auf Seiten des Klienten entscheidende existentielle Einsichten zu Tage fördern. Nicht zuletzt findet der Klient die Gelegenheit, seinen eigenen Sinn für Humor zu entdecken und – in Übereinstimmung mit anderen Einstellungsänderungen – einzuüben.
Klinische Anekdote: Während einer Gruppentherapie spricht ein manipulativer Klient zum wiederholten Male über seine vergeblichen Versuche, eine nicht-manipulative Art der Kommunikation zu seinen Mitmenschen herzustellen. Obwohl er dies ehrlich versuche, würden ihm die anderen dies nicht abkaufen und auch nicht auf seine authentische Selbstoffenbarung eingehen. Der Therapeut erklärte: „Ihre Situation erinnert mich an eine Corrida mit Torero und Stier. Wir wissen aber nicht, ob Sie der Stier sind, dessen Abschlachtung wir bedauern, oder der Torero, dessen Mut wir bewundern sollen!“ Ein Gruppenmitglied meinte darauf: „Er ist doch gar kein Stier. Er ist es, der andere Leute zu Rindviechern macht!“ Der manipulative Klient (lachend): „Letzten Endes muss ich wohl der Torero bleiben. Ich setze an zum Gnadenstoß und warte auf das Olé meines Publikums!“ Worauf alle unisono riefen: „Olé!“

## Anwendungskontexte
Die Bereiche, in denen therapeutischer Humor zum Einsatz kommt, sind vielfältig. Zu nennen ist einmal die klassische Psychotherapie. Es ist das besondere Verdienst des Arztes Viktor Frankl, auf die Bedeutung von Humor im Rahmen von Psychotherapie und Psychoanalyse hingewiesen zu haben. Daneben findet therapeutischer Humor Anwendung in Kinderkliniken, im Allgemeinkrankenhaus, in psychiatrischen Einrichtungen und auf Demenzstationen. 

## Bekannte Humortherapeuten
- Patch Adams, US-Arzt, Sozialaktivist, „Bürger-Diplomat“, Profi-Clown, Darsteller und Autor
- Eckart von Hirschhausen, deutscher Arzt, Journalist und Kabarettist
- Omar Sarsam, österreichischer Arzt und Comedian
- Georg Ringsgwandl, deutscher Arzt, Musiker und Kabarettist
- Ludger Stratmann, deutscher Arzt und Kabarettist

- Ronny Tekal, österreichischer Arzt und Kabarettist
- Roman Szeliga, österreichischer Arzt und Kabarettist

## Zitat
„Denn dieses Lachen, aller Humor, schafft Distanz, läßt den Patienten von seiner Neurose sich distanzieren. Und nichts vermöchte einen Menschen in solchem Maße instand zu setzen, Distanz zu schaffen zwischen irgendetwas und sich selbst, wie eben der Humor.“